# Réti Ervin
Réti Ervin, születési nevén Reichner Ervin Miksa (Budapest, 1928. szeptember 7. – 2015. január 9.) magyar újságíró.

## Életpályája
Reichner Ernő (1890–1974) és Schück Aranka (1905–1970) fiaként született zsidó családban. Szülei 1934-ben elváltak. Középiskolai tanulmányait a budapesti Berzsenyi Dániel Gimnáziumban végezte, ahol többek között Tom Lantos és Julesz Béla osztálytársa volt. 1944. november 6-án a nyilasok sokadmagával Óbudáról gyalogmenetben Hegyeshalomba meneteltették.
Felsőfokú tanulmányait az Eötvös Loránd Tudományegyetemen végezte. 1945-től a szociáldemokrata ifjúsági mozgalom tagja volt. 1948–1949-ben a Magyar Diákok Nemzeti Szövetségének nevelési titkára volt. 1949–1950-ben a Magyar Ifjúsági Népi Szövetség sajtóosztályát vezette. 1950-től 1956-ig a Szabad Ifjúság külpolitikai rovatvezetőjeként dolgozott. 1956. október 22. és 1956. november 1. között Varsóban tartózkodott. 1956. November 9-én a szovjetek börtönbe zárták; 1956. november 17-én szabadult. 1956 és 1992 között az Esti Hírlap külpolitikai rovatvezetője volt. 1989-től 1997-ig a MÚOSZ külpolitikai szakosztályának elnöke volt. 1996-tól 2002-ig Bécs budapesti képviseletének vezetője, később tanácsadója.

## Művei
- Réti Ervin–Lőrinc Tamás–Sebes Tibor: Egy a jelszónk, a béke. A békeharcos világifjúsági mozgalomról; Ifjúsági, Budapest, 1953
- Háború a banánok földjén; Egyetemi Ny., Budapest, 1954 (Mi van a nagyvilágban? Az Országos Béketanács külpolitikai füzetei)
- Vigh Illésné–Réti Ervin: Jobb politikai munkával a jobb minőségért. A Kistext pártszervezetének tapasztalataiból; Szikra, Budapest, 1954
- Varsói napló. 1955. VII. 30.–VIII. 14.; Ifjúsági, Budapest, 1955
- Szputnyik és életszínvonal. Utolérheti-e tizenöt év alatt a Szovjetunió az Egyesült Államokat?; Kossuth, Budapest, 1958
- Elkerülhető-e a háború? 50 kérdés, 50 felelet a háborúról és a békéről; Kossuth, Budapest, 1959
- A kurd tőr (1964)
- Vihar Rhodesia felett (1964)
- Atomflotta-dosszié (1965)
- A tettenértek; Zrínyi, Budapest, 1966
- A szív Vietnámért dobog...; Zrínyi, Budapest, 1967
- A bonni Németország (1969)
- Három háború árnyékában; Zrínyi, Budapest, 1969
- Európa nem eladó; Zrínyi, Budapest, 1969
- Kormány az őserdőben; Zrínyi, Budapest, 1970
- Chrudinák Alajos–Réti Ervin: A közelkeleti béke lehetőségei. Az arab világ és Izrael három háború után; Országos Béketanács, Budapest, 1970
- Japán a kakas évében; Gondolat, Budapest, 1971 (Világjárók)
- Háború és béke a Közel-Keleten (1975)
- Genf, Bécs, New York. Hol tartanak a leszerelési tárgyalások?; MN Politikai Nevelőmunka Anyagi és Módszertani Központ–Zrínyi, Budapest, 1975
- Véres évek, fekete hónapok. Közel-keleti krónika; Zrínyi Budapest, 1977
- Nemzetközi helyzet. Összefoglaló; Magyar Honvédelmi Szövetség Országos Központ Agitációs és Propaganda Osztály, Budapest, 1978
- "Tiszta" bomba, sötét szándékok. A neutronfegyver-dosszié. Dokumentum-gyűjtemény; összeállította Réti Ervin; Országos Béketanács, Budapest, 1978
- Afrikai frontvonalak (1979)
- Afrikáról fehéren, feketén (Kozmosz könyvek, Budapest, 1981) ISBN 9632114825
- A leghosszabb háború. Az indokínai szabadságharc történetéből; Zrínyi, Budapest, 1981 (Katonapolitika fiataloknak) ISBN 9633260922
- Halál a dísztribünön (Kossuth Kiadó, Budapest, 1982) ISBN 9630920042
- Háború a világ végén (Kossuth Kiadó, Budapest, 1982) ISBN 9630921197
- Fényes csillag – sötét árnyékkal. Válsággócok a Közép-Keleten; Zrínyi, Budapest, 1982 (Katonapolitika fiataloknak) ISBN 9633264480
- Szolidaritásunk ereje; Hazafias Népfront Országos Tanácsa, Budapest, 1982
- A genfi csúcs; KISZ KB, Budapest, 1986

## Díjai, elismerései
- Munka Érdemérem (1955)[5]
- Rózsa Ferenc-díj (1969)
- Munka Érdemrend arany fokozata (1977)[6]
- Magyar Lajos-díj (1994)
- Aranytoll (2002)